# 朝鮮䲗
朝鲜䲗（学名：Callionymus koreanus）为䲗科䲗屬的鱼类，俗名李氏䲗。分布于朝鲜的黄海沿岸以及中国沿海等。该物种的模式产地在中华人民共和国山东省青岛、朝鲜黄海沿岸。